# Göppingen (huyện)
Göppingen là một huyện (Landkreis) ở giữa Baden-Württemberg, Đức. Các huyện giáp ranh là Rems-Murr, Ostalbkreis, Heidenheim, Alb-Donau, Reutlingen và Esslingen.

## Lịch sử
Huyện được lập năm 1938 thông qua việc sáp nhập Oberämter Geislingen và Göppingen. Trong cuộc cải cách đô thị năm 1973, huyện này không thay đổinhiều, chỉ một vài đô thị từ các huyện Schwäbisch Gmünd và Ulm được bổ sung vào đây.

## Địa lý
Huyện này tọa lạc ở chân đồi phía bắc của Swabian Jura (Schwäbische Alb). Sông chảy qua đây là sông Fils, một nhánh của sông Neckar.

## Xã và đô thị
| Thị trấn | Xã | |
| --- | --- | --- |
| 1. Donzdorf 2. Ebersbach an der Fils 3. Eislingen 4. Geislingen an der Steige 5. Göppingen 6. Lauterstein 7. Süßen 8. Uhingen 9. Wiesensteig | 1. Adelberg 2. Aichelberg 3. Albershausen 4. Bad Boll 5. Bad Ditzenbach 6. Bad Überkingen 7. Birenbach 8. Böhmenkirch 9. Börtlingen 10. Deggingen 11. Drackenstein 12. Dürnau 13. Eschenbach 14. Gammelshausen 15. Gingen an der Fils 16. Gruibingen | 1. Hattenhofen 2. Heiningen 3. Hohenstadt 4. Kuchen 5. Mühlhausen im Täle 6. Ottenbach 7. Rechberghausen 8. Salach 9. Schlat 10. Schlierbach 11. Wäschenbeuren 12. Wangen 13. Zell unter Aichelberg |